# امغان
 امغان، از توابع بخش مرکزی شهرستان تربت جام در استان خراسان رضوی است.
این روستا در دهستان میان جام قرار دارد و بر اساس سرشماری سال ۱۳۸۵ جمعیت آن ۱٬۳۸۳ تن (۳۰۵ خانوار) نفر بوده‌است.